# Säkerhetspolisen
Säkerhetspolisen (Säpo) (dansk: Sikkerhedspolitiet) er det svenske Rigspolitis efterretningsvæsen, svarende til det danske PET. Kaldtes tidligere Rikspolisstyrelsens säkerhetsavdelning (RPS/SÄK, (dansk: "Det Nationale Politis Afdeling for Sikkerhed")).
Styrken tæller omkring 1.000 ansatte (2015), og har et budget på SEK 1.142 mio. (2015).
Hans Holmér, den senere leder af efterforskningen af Palmemordet, var chef for Säpo 1970–1976.